# Skulpturenpark Johannisberg

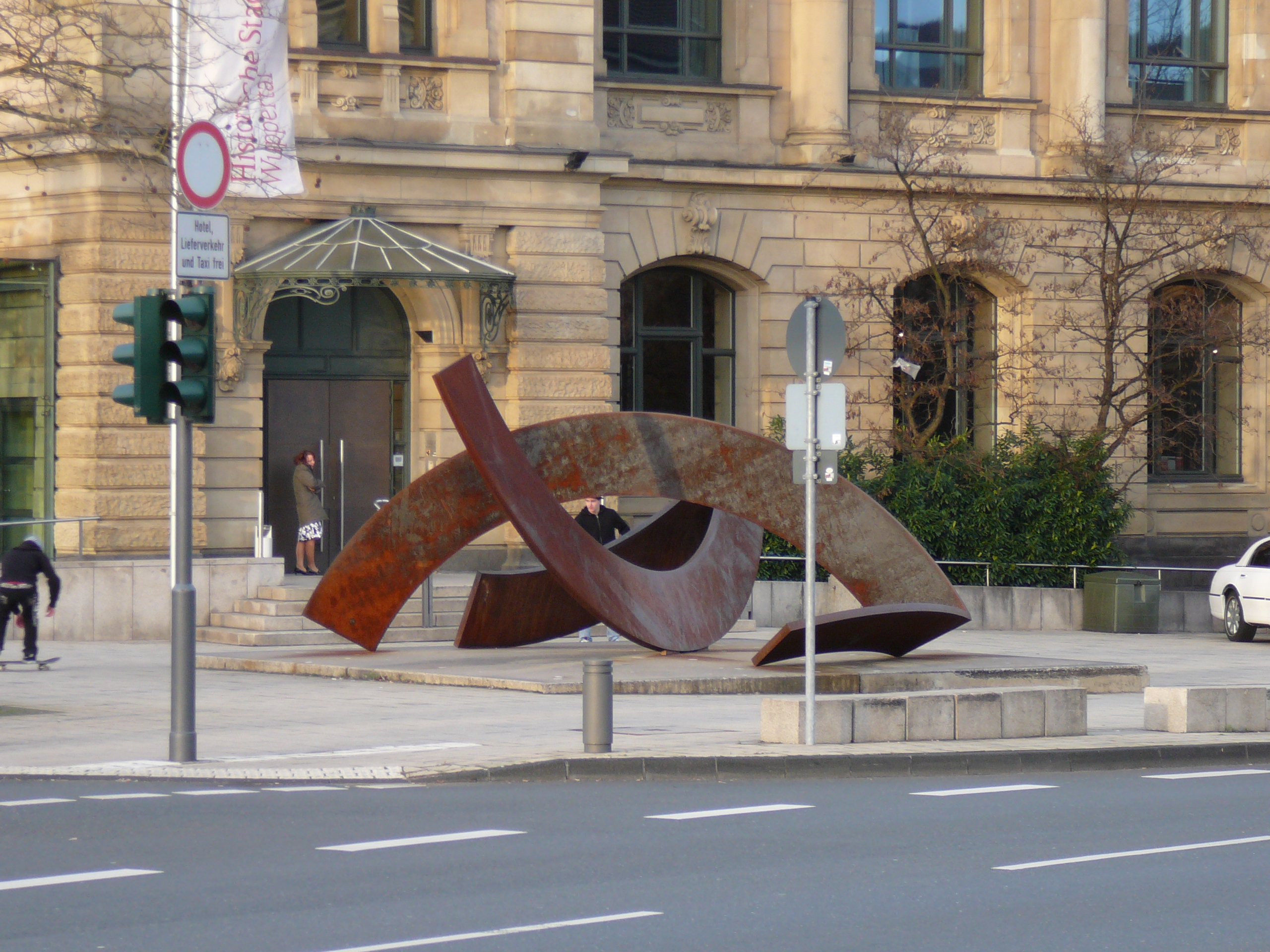
Rondo vor der Stadthalle

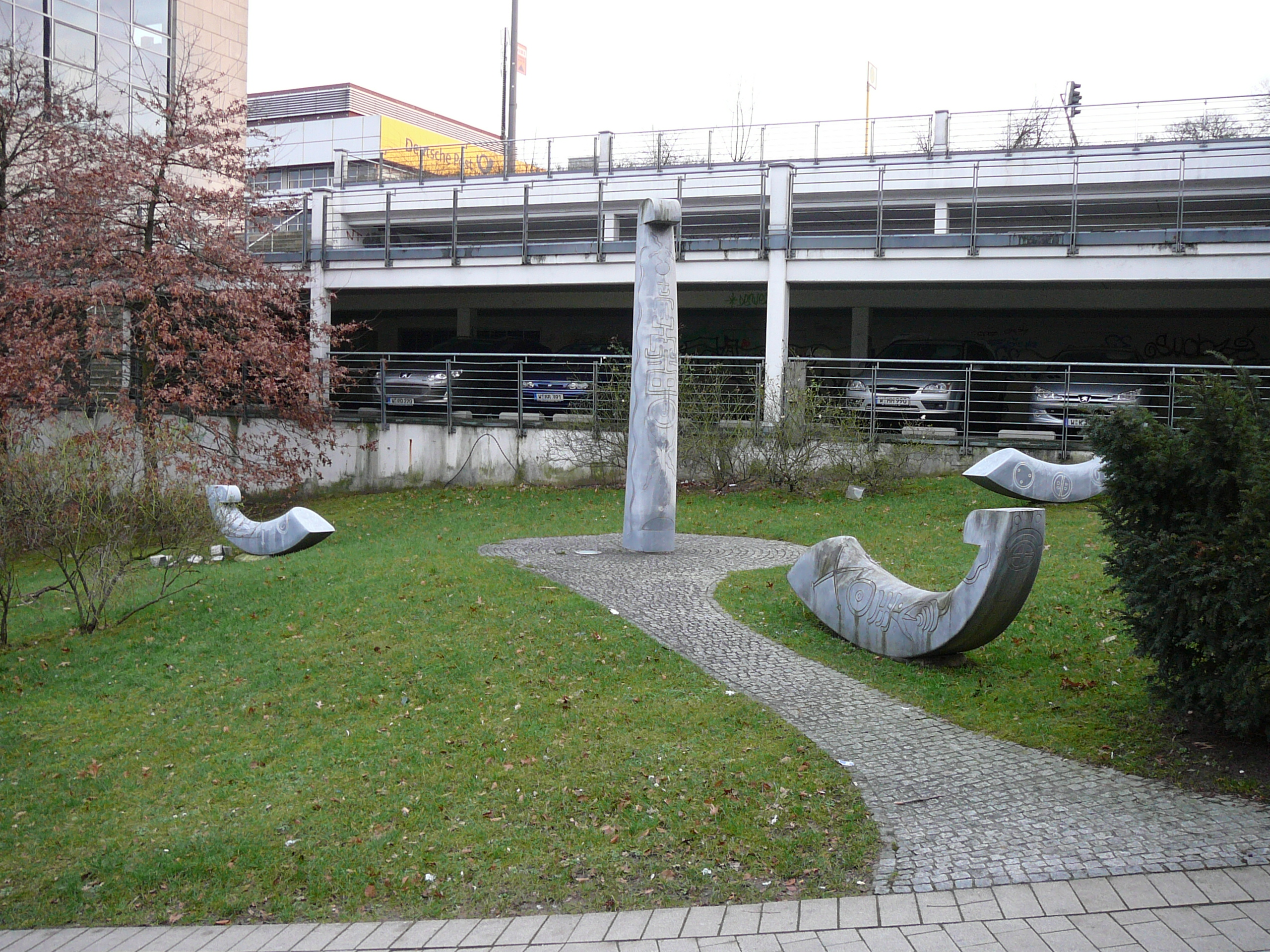
Die himmlischen Stürze

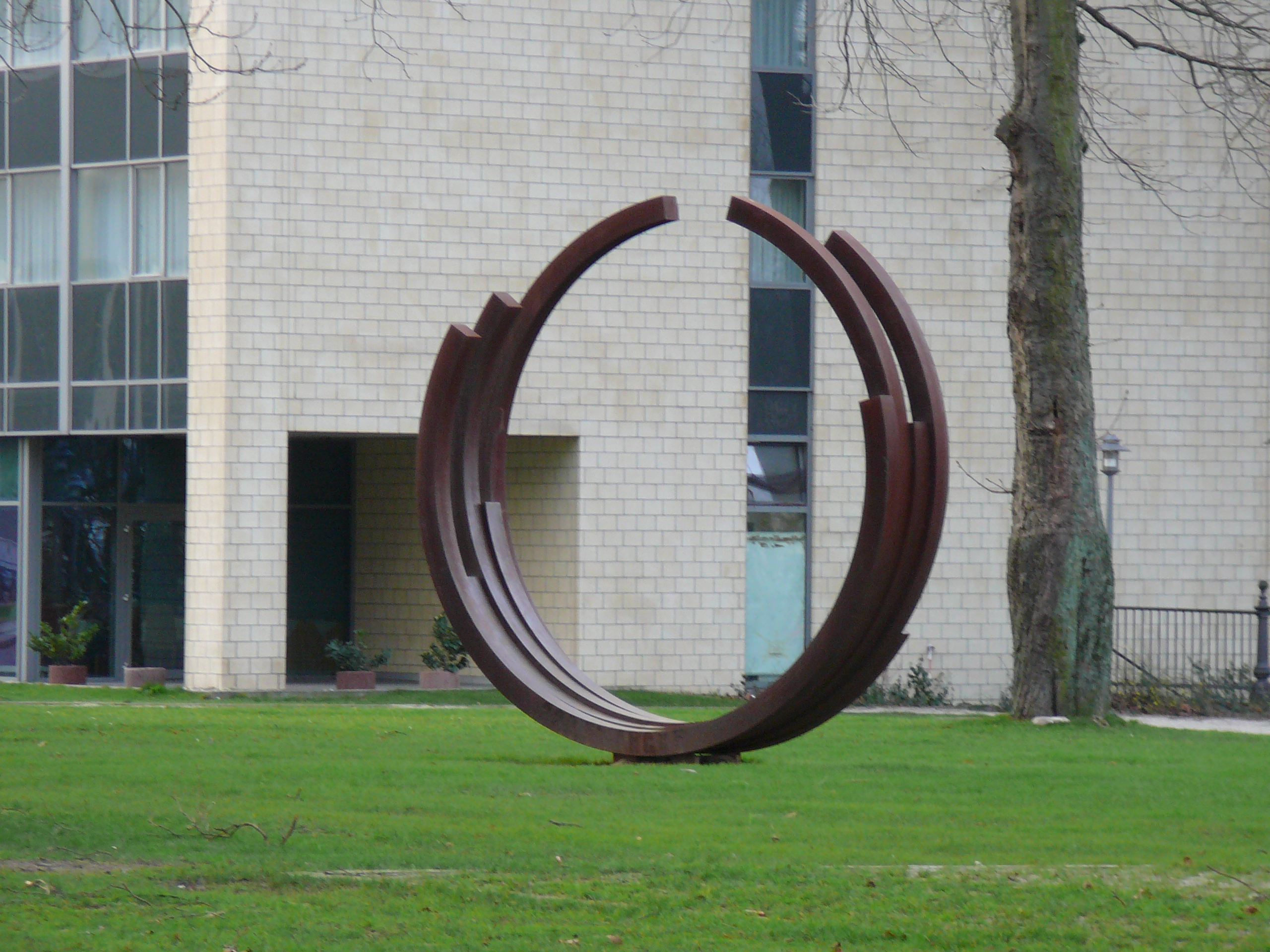
229,5° Arc x 5

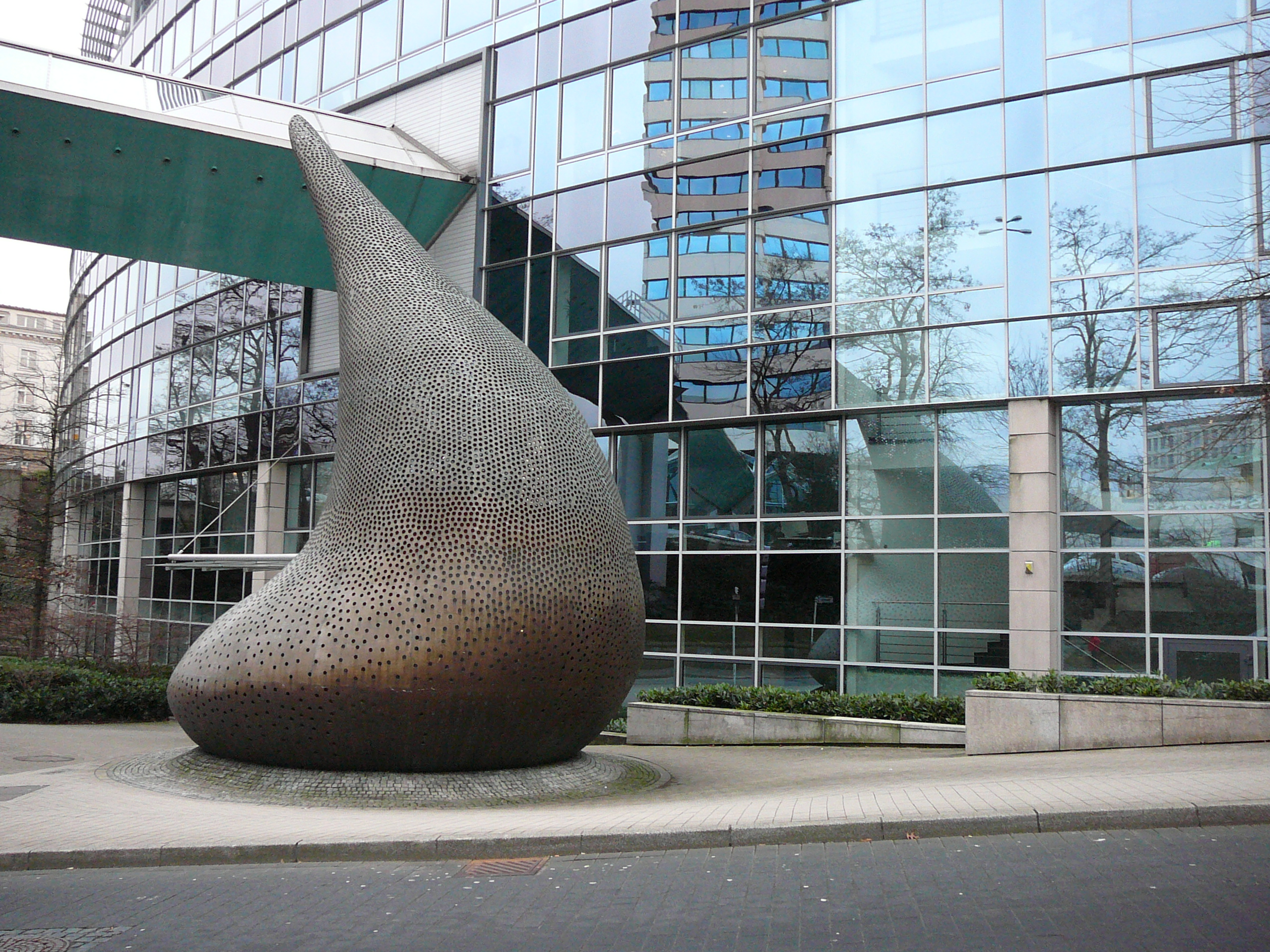
Zufuhr

Der Skulpturenpark Johannisberg ist ein Skulpturenweg (es wird dennoch der Begriff „Skulpturenpark“ verwendet) zwischen dem Von der Heydt-Museum und der Straße Johannisberg in Wuppertal.

## Beschreibung
Die Idee eines Skulpturenparks wurde in Kooperation der Stadtsparkasse Wuppertal und dem Von der Heydt-Museum 1997 entwickelt. Dabei wurde ein Weg vom Von der Heydt-Museum am Wall über die Isländer Brücke, über die Südstraße am Eingang des Neubaus des Verwaltungshauses der Stadtsparkasse und an dem Wilhelm-Dörpfeld-Gymnasium vorbei zur Historischen Stadthalle auf den Johannisberg erdacht.
Der Stadthallengarten und der Vorplatz der Schwimmoper sind ebenfalls Bestandteil des Skulpturenwegs. Es wurden mehrere vorhandene Skulpturen aus dem Eigentum der Stadtsparkasse in den Skulpturenweg integriert. Anfang 1998 wurde ein Faltblatt Skulpturenpark Johannisberg vorgestellt, das die Stadtsparkasse herausgegeben hat.

## Werke
Es wurden unter Vermittlung des Museums weitere Skulpturen für den Skulpturenweg erworben. Die finanzielle Mittel wurde durch Bürger, Unternehmen, Vereine und Stiftungen zusammengetragen. Unter den vier Erwerbungen sind:
- Rondo (1998/99) von Alf Lechner, gestiftet 1999 von Heinz-Olof Brennscheidt
- Anröchter Dolomit (1989) von Ulrich Rückriem, gestiftet 2000 vom Kunst- und Museumsverein mit Unterstützung Wuppertaler Lions und Rotarier
- 229,5° Arc x 5 (1999) von Bernar Venet, erworben 2000 mit Mitteln der Stiftung Mittelsten Scheid
- Elastisch – Schwebend (2001) von Claus Bury, gestiftet 2004 von der Barmenia Krankenversicherung a. G.

Bereits vorhanden waren unter anderem:
- Bökelbrunnen (1920/1961) von Erich Cleff
- Pallas Athene (1957) von Arno Breker vor dem Wilhelm Dörpfeld-Gymnasium
- Pythagoras (1964) von Fritz Bernuth
- Zufuhr (1996) von Tony Cragg
- Die himmlische Stürze (1997) von Frank Breidenbruch und A. R. Penck

## Unfall an der Skulptur Die himmlischen Stürze
„Die himmlischen Stürze“ wurde Ende 2005 durch ein abgestelltes Baufahrzeug schwer beschädigt, als sich das Fahrzeug in der Nacht selbstständig machte. Nach acht Monaten wurde das rekonstruierte Kunstwerk wieder aufgestellt.